# Chotyně (železniční zastávka)
Chotyně je železniční zastávka v severovýchodní části obce Chotyně v okrese Liberec v Libereckém kraji nedaleko řeky Lužické Nisy. Leží na neelektrizované trati Liberec–Zittau. Nachází se mezi stanicí Hrádek nad Nisou a zastávkou Bílý Kostel nad Nisou v nadmořské výšce 260 m n. m.

## Historie
Stanice byla otevřena 1. prosince 1859 saskou společností Zittau-Reichenberger Eisenbahngesellschaft (Společnost žitavsko-liberecké dráhy, ZRE) v rámci budování železničního spojení z Liberce, kam železnici přivedla téhož roku společnost Jihoseveroněmecká spojovací dráha (SNDVB) z Pardubic a Turnova, do Žitavy. Stanice zde vznikla dle typizovaného stavebního vzoru.
ZRE přešla roku 1905 na základě mezinárodní smlouvy mezi Rakouskem-Uherskem a Saskem do majetku Královských saských státních drah. Roku 1920 byly Saské státní dráhy začleněny do Německých říšských drah (DR), v jejichž majetku zůstala trať i stanice až do roku 1945, kdy ji převzaly Československé státní dráhy (ČSD)
Od 90. let 20. století nevyužívaná a chátrající secesní budova zastávky byla v roce 2020 prohlášena kulturní památkou. Proti tomuto rozhodnutí byl sice Správou železnic, vlastníkem objektu, podán rozklad, ten byl však ještě téhož roku zamítnut ministrem kultury. Správa železnic tak přehodnotila plány na zbourání budovy a plánuje ji opravit. Proti demolici budovy byla v minulosti rovněž založena petice. O využívání budovy dlouhodobě usiluje i obec Chotyně, která tu plánuje zřídit skautskou základnu.

## Popis
Nachází se zde jedno hranové nástupiště, nádraží disponuje přístřeškem. Budova zastávky dlouhodobě neslouží drážnímu provozu a postupně chátrá (2019).